# Hey Violet
Hey Violet (anteriormente conhecida como Cherri Bomb), é uma banda de rock americana de Los Angeles, California. Consiste em Rena Lovelis (vocalista principal), Nia Lovelis (baterista, percussista, sintetizadores, backing vocals) e Casey Moreta (guitarrista principal e backing vocals).
Formada em 2008 como Cherri Bomb enquanto os membros ainda estavam na escola, a banda era originalmente um grupo de hard rock feminino, consistindo em Julia Pierce (vocalista e guitarrista principal), Miranda Miller (guitarrista ritmica, teclado e backing vocals), Rena Lovelis (baixista, backing vocals) e Nia Lovelis (baterista, percussista e backing vocals). Em 2013, Pierce deixou a banda e mais tarde foi substituída por Casey Moreta. Em 2015, o grupo mudou o nome para Hey Violet e drasticamente mudou seu som. Eles mais tarde assinaram com a Hi or Hey Records, fundada pelo 5 Seconds of Summer, e abriram shows das turnês Rock Out With Your Socks Out  e Sounds Live Feels Live World Tour.
Iain Shipp (baixista e tecladista) entrou na banda oficialmente em Setembro de 2016, mas foi expulso em 2019. Em Agosto de 2017, Miller anunciou sua saída da banda via redes sociais.

## História

### 2008–2013: Cherri Bomb e saída de Pierce
Cherri Bomb consistia em Julia Pierce, que era a guitarista e vocalista principal, ao lado de Nia Lovelis, Miranda Miller e Rena Lovelis. O nome Cherri Bomb originou-se do livro Cherry Bomb – The Ultimate Guide to Becoming a Better Flirt, a Tougher Chick, and a Hotter Girlfriend, and to Living Life Like a Rock Star de Carrie Borzillo. Em 14 de Junho de 2011, elas assinaram com a Hollywood Records, e em 18 de Outubro lançaram seu debut EP, Stark.
A banda foi atração de abertura para bandas de rock rock includindo Bush, Camp Freddy , Filter, Foo Fighters, The Smashing Pumpkins, Staind e Steel Panther. Elas também tocaram em festivais europeus incluindo Oxegen na Irlanda (os artistas mais novos a performar), T in the Park em Scotland, Sonisphere e Leeds Festival.
A banda lançou seu album de estúdio debut, This Is the End of Control, em 15 em Maio de 2012, o qual ficou no número 24 na Billboard's Top Hard Rock Albums e número 11 no Top Heatseekers. Elas apareceram na Warped Tour em Julho–Agosto 2012. Em Agosto de 2012, entraram em turnê com a banda de rock Lostprophets.
Em 23 de Janeiro de  2013, Cherri Bomb anunciou em sua página do Facebook que iriam separar caminhos com  Pierce. Quando perguntado a razão sobre a saída de Pierce, Miller comentou em seu Tumblr que foi devido a "diferenças criativas" e "nós vamos separar nossos caminhos porque queriamos ir em uma direção e ela queria ir em outra." Contudo, logo após a saída de Pierce ser anunciada ela foi em sua própria página do Facebook e esclareceu que não saiu da banda voluntariamente. Pierce disse "Quando eu comecei Cherri Bomb cinco anos atrás, eu procurava algo bonito para essa banda. É triste ver que não faço mais parte. Infelizmente, o que aconteceu não foi minha decisão. Eu nunca imaginei as coisas terminando desse jeito."
O guitarista Casey Moreta entrou para a banda no mesmo ano como membro temporário. Em 9 de Março de 2013, Moreta foi perguntado se queria entrar para a banda permanentemente enquanto perfomava no palco do Viper Room.

### 2015–2018: Hey Violet e saída de Miller
Em 18 de Fevereiro de 2015, depois da saída de Pierce, os outros membros anunciaram no canal oficial do Youtube que haviam mudado o nome para Hey Violet. Em 19 de Março, eles lançaram seu novo single "This is Why". Em 24 de Março, foi confirmado que Hey Violet iria assinar com a gravadora Hi or Hey Records do 5 Seconds of Summer, parceria da banda com a Capitol Records. Em 15 de Junho, Hey Violet anunciou que estariam lançando seu primeiro EP I Can Feel It em Julho. A banda foi a atração de abertura para o 5 Seconds of Summer na datas da Europa e America do Norte da turnê  Rock Out with Your Socks Out, e em ambas as datas da Europa e EUA/Canadá, eles tocaram músicas acústicas nas avenidas das ruas para os fãs. A banda também fez sua própria turnê headline europeia no inverno de 2015. Foi durante essa turnê que Rena Lovelis parou de tocar baixo para focar nos seus vocais. Eles continuaram a abrir shows para o 5SOS nas datas de America do Norte da turnê de 2016, Sounds Live Feels Live World Tour. Durante essa turnê, o novo baixista temporário Iain Shipp foi introducido e, mais tarde, entrou como membro oficial da banda em Setembro de 2016. Seu segundo EP Brand New Moves foi lançado em Agosto de 2016, com o follow-up single "Guys My Age" em Setembro. Hey Violet fez várias turnês por estações de rádio no outuno de 2016 e estava na lineup de diversos shows do Jingle Ball, promovendo seu EP e o single "Guys My Age".
Em Março de 2017, "Break My Heart" foi lançado como o segundo single do seu segundo albúm de estúdio, From the Outside. O albúm foi lançado em 16 de Junho.
Em 31 de Agosto de 2017, Miller anunciou sua saída através das redes sociais oficiais da banda.

### 2019–presente: Segundo albúm
A banda lançou um novo single chamado "Better by Myself" em 12 de Abril de 2019, junto com o video musical, dirigido por Marcella Cytrynowicz. Em 16 de Abril, Hey Violet anunciou que Iain Shipp deixaria a banda devido as acusações de assédio sexual.

## Estilo musical
O estilo musical do Hey Violet foi descrito como pop punk,, pop, pop rock  e electropop. Como Cherri Bomb, seu estilo foi refereciado como hard rock e alternative rock.

## Membros da banda
Membros atuais
• Rena Lovelis – vocalista principal (2013–presente), baixista (2008–2016, 2019–presente), backing vocals (2008–2014)
• Nia Lovelis – baterista, percussista, pianista, backing vocals (2008–presente), tecladista, sintetizadores (2019–presente)
• Casey Moreta – guitarrista principal, backing vocals (2013–presente), guitarrista rítmico (2017–presente)
Membros antigos
• Julia Pierce – guitarrista principal, vocais de apoio (2008–2013)
• Miranda Miller – guitarrista rítmica, tecladista, backing vocals (2008–2017), sintetizadores (2008–2016)
• Iain Shipp – baixista, sintetizadores, (2016–2019), tecladista (2017–2019)

## Discografia
Como Cherri Bomb
• This Is The End of Control (2012)
Como Hey Violet
• From the Outside (2017)